# Élections législatives de 1958 en Maine-et-Loire
Les élections législatives françaises de 1958 se déroulent les 23 et 30 novembre 1958. Dans le département de Maine-et-Loire, six députés sont à élire dans le cadre de six circonscriptions.

## Élus
| Circonscription | Député élu                    | Parti | Parti |
| --------------- | ----------------------------- | ----- | ----- |
| 1re             | Victor Chatenay               |       | UNR   |
| 2e              | Jean Turc                     |       | CNIP  |
| 3e              | Philippe Rivain               |       | UNR   |
| 4e              | Robert Hauret                 |       | UNR   |
| 5e              | René Le Bault de La Morinière |       | UNR   |
| 6e              | René la Combe                 |       | UNR   |

## Système électoral
Pour la première fois depuis 1936, les élections législatives ont lieu au scrutin uninominal majoritaire à deux tours dans des circonscriptions uninominales.
Est élu au premier tour le candidat qui réunit la majorité absolue des suffrages exprimés et un nombre de voix au moins égal au quart (25 %) des électeurs inscrits dans la circonscription. Si aucun des candidats ne satisfait ces conditions, un second tour est organisé entre les candidats ayant réuni un nombre de voix au moins égal à 5 % des suffrages exprimés. Au second tour, le candidat arrivé en tête est déclaré élu.
Le seuil de qualification, basé sur un pourcentage relativement faible des suffrages exprimés, tend à faciliter l'accès au second tour de plus de deux candidats. Les candidats en lice au second tour peuvent ainsi fréquemment être trois, un cas de figure appelé « triangulaire ». Lorsque quatre candidats s'affrontent au second tour, on parle de « quadrangulaire ».

## Résultats

### Résultats à l'échelle du département
| Parti          | Parti                                            | Premier tour | Premier tour | Second tour | Second tour | Sièges |
| Parti          | Parti                                            | Voix         | %            | Voix        | %           | Sièges |
| -------------- | ------------------------------------------------ | ------------ | ------------ | ----------- | ----------- | ------ |
|                | Union pour la nouvelle République                | 63 479       | 25,74        | 82 772      | 40,38       | 5      |
|                | Centre national des indépendants et paysans      | 47 984       | 19,45        | 38 448      | 18,76       | 1      |
|                | Modérés                                          | 20 348       | 8,25         | 19 924      | 9,72        | 0      |
|                | Droite parlementaire                             | 131 811      | 53,44        | 141 144     | 68,85       | 6      |
|                |                                                  |              |              |             |             |        |
|                | Mouvement républicain populaire                  | 46 822       | 18,98        | 38 889      | 18,97       | 0      |
|                | Section française de l'Internationale ouvrière   | 20 560       | 8,34         | 7 672       | 3,74        | 0      |
|                | Union et fraternité française                    | 20 320       | 8,24         | Retrait     | Retrait     | 0      |
|                | Parti communiste français                        | 20 070       | 8,14         | 15 840      | 7,73        | 0      |
|                | Centre réformateur républicain                   | 2 477        | 1,00         | Retrait     | Retrait     | 0      |
|                | Parti républicain, radical et radical-socialiste | 2 440        | 0,99         |             |             | 0      |
|                | Extrême droite                                   | 2 142        | 0,87         | 1 453       | 0,71        | 0      |
|                |                                                  |              |              |             |             |        |
| Inscrits       | Inscrits                                         | 325 164      | 100,00       | 275 820     | 100,00      | 6      |
| Abstentions    | Abstentions                                      | 70 920       | 21,81        | 66 453      | 24,09       |        |
| Votants        | Votants                                          | 254 244      | 78,19        | 209 367     | 75,91       |        |
| Blancs et nuls | Blancs et nuls                                   | 7 602        | 2,99         | 4 369       | 2,09        |        |
| Exprimés       | Exprimés                                         | 246 642      | 97,01        | 204 998     | 97,91       |        |

### Résultats par circonscription

#### Première circonscription (Angers-Nord)
| Candidat       | Candidat            | Parti          | Premier tour | Premier tour | Second tour | Second tour |  |
| Candidat       | Candidat            | Parti          | Voix         | %            | Voix        | %           |  |
| -------------- | ------------------- | -------------- | ------------ | ------------ | ----------- | ----------- |  |
|                | Victor Chatenay élu | UNR            | 12 040       | 35,6         | 14 929      | 46,49       |  |
|                | Prosper David       | Modérés        | 10 398       | 30,74        | 12 952      | 40,33       |  |
|                | Pierre Sicard       | PCF            | 4 433        | 13,11        | 4 232       | 13,18       |  |
|                | Roger Quilliot      | SFIO           | 3 157        | 9,33         | Retrait     | Retrait     |  |
|                | Germaine Touquet    | MRP            | 2 293        | 6,78         | Retrait     | Retrait     |  |
|                | Eugène Maubert      | UFF            | 1 501        | 4,44         |             |             |  |
|                |                     |                |              |              |             |             |  |
| Inscrits       | Inscrits            | Inscrits       | 47 396       | 100,00       | 47 394      | 100,00      |  |
| Abstentions    | Abstentions         | Abstentions    | 12 596       | 26,58        | 14 480      | 30,55       |  |
| Votants        | Votants             | Votants        | 34 800       | 73,42        | 32 914      | 69,45       |  |
| Blancs et nuls | Blancs et nuls      | Blancs et nuls | 978          | 2,81         | 801         | 2,43        |  |
| Exprimés       | Exprimés            | Exprimés       | 33 822       | 97,19        | 32 113      | 97,57       |  |

#### Deuxième circonscription (Angers-Sud)
| Candidat       | Candidat           | Parti          | Premier tour | Premier tour | Second tour | Second tour |  |
| Candidat       | Candidat           | Parti          | Voix         | %            | Voix        | %           |  |
| -------------- | ------------------ | -------------- | ------------ | ------------ | ----------- | ----------- |  |
|                | Jean Turc élu      | CNIP           | 12 421       | 29,21        | 17 242      | 41,91       |  |
|                | Auguste Chupin     | MRP            | 8 807        | 20,71        | 7 799       | 18,96       |  |
|                | Hubert de Polignac | Modérés        | 8 081        | 19           | 6 972       | 16,95       |  |
|                | Pierre Maugeant    | SFIO           | 4 451        | 10,47        | 4 020       | 9,77        |  |
|                | Lucien Legué       | PCF            | 4 135        | 9,72         | 3 650       | 8,87        |  |
|                | Bernard Caillaud   | UFF            | 2 486        | 5,85         | Retrait     | Retrait     |  |
|                | Roger Bourasseau   | Extrême droite | 2 142        | 5,04         | 1 453       | 3,53        |  |
|                |                    |                |              |              |             |             |  |
| Inscrits       | Inscrits           | Inscrits       | 54 874       | 100,00       | 54 869      | 100,00      |  |
| Abstentions    | Abstentions        | Abstentions    | 10 954       | 19,96        | 12 885      | 23,48       |  |
| Votants        | Votants            | Votants        | 43 920       | 80,04        | 41 984      | 76,52       |  |
| Blancs et nuls | Blancs et nuls     | Blancs et nuls | 1 397        | 3,18         | 848         | 2,02        |  |
| Exprimés       | Exprimés           | Exprimés       | 42 523       | 96,82        | 41 136      | 97,98       |  |

#### Troisième circonscription (Saumur-Nord)
|                | Philippe Rivain élu | UNR            | 18 247 | 53,66  |  |  |  |
|                | Jean Bétinat        | SFIO           | 3 841  | 11,3   |  |  |  |
|                | Louis Asseray       | MRP            | 3 621  | 10,65  |  |  |  |
|                | Michel Devault      | UFF            | 3 043  | 8,95   |  |  |  |
|                | Roger Pivert        | PCF            | 2 813  | 8,27   |  |  |  |
|                | Jean Raguain        | Radsoc         | 2 440  | 7,18   |  |  |  |
|                |                     |                |        |        |  |  |  |
| Inscrits       | Inscrits            | Inscrits       | 49 336 | 100,00 |  |  |  |
| Abstentions    | Abstentions         | Abstentions    | 14 080 | 28,54  |  |  |  |
| Votants        | Votants             | Votants        | 35 256 | 71,46  |  |  |  |
| Blancs et nuls | Blancs et nuls      | Blancs et nuls | 1 251  | 3,55   |  |  |  |
| Exprimés       | Exprimés            | Exprimés       | 34 005 | 96,45  |  |  |  |

#### Quatrième circonscription (Saumur-Sud)
| Candidat       | Candidat                     | Parti          | Premier tour | Premier tour | Second tour | Second tour |  |
| Candidat       | Candidat                     | Parti          | Voix         | %            | Voix        | %           |  |
| -------------- | ---------------------------- | -------------- | ------------ | ------------ | ----------- | ----------- |  |
|                | Robert Millin de Grandmaison | CNIP           | 13 728       | 34,36        | 16 786      | 44,16       |  |
|                | Pierre Poujade               | UFF            | 7 321        | 18,33        | Retrait     | Retrait     |  |
|                | Robert Hauret élu            | UNR            | 7 308        | 18,29        | 18 841      | 49,56       |  |
|                | Francis Audren               | MRP            | 3 120        | 7,81         | Retrait     | Retrait     |  |
|                | Maurice Rémy                 | CRR            | 2 477        | 6,20         | Retrait     | Retrait     |  |
|                | René Mahias                  | PCF            | 2 093        | 5,24         | 2 386       | 6,28        |  |
|                | Paul Lemoine                 | SFIO           | 2 032        | 5,09         | Retrait     | Retrait     |  |
|                | Léon Fredet                  | Modérés        | 1 869        | 4,68         |             |             |  |
|                |                              |                |              |              |             |             |  |
| Inscrits       | Inscrits                     | Inscrits       | 52 811       | 100,00       | 52 812      | 100,00      |  |
| Abstentions    | Abstentions                  | Abstentions    | 11 744       | 22,24        | 13 803      | 26,14       |  |
| Votants        | Votants                      | Votants        | 41 067       | 77,76        | 39 009      | 73,86       |  |
| Blancs et nuls | Blancs et nuls               | Blancs et nuls | 1 119        | 2,72         | 996         | 2,55        |  |
| Exprimés       | Exprimés                     | Exprimés       | 39 948       | 97,28        | 38 013      | 97,45       |  |

#### Cinquième circonscription (Cholet)
| Candidat       | Candidat                          | Parti          | Premier tour | Premier tour | Second tour | Second tour |  |
| Candidat       | Candidat                          | Parti          | Voix         | %            | Voix        | %           |  |
| -------------- | --------------------------------- | -------------- | ------------ | ------------ | ----------- | ----------- |  |
|                | René Le Bault de La Morinière élu | UNR            | 15 308       | 29,63        | 26 996      | 53,76       |  |
|                | Georges Prisset                   | MRP            | 14 702       | 28,46        | 16 355      | 32,57       |  |
|                | Bernard Manceau                   | CNIP           | 13 416       | 25,97        | 4 420       | 8,8         |  |
|                | Louis Bouvet                      | UFF            | 3 293        | 6,37         | Retrait     | Retrait     |  |
|                | Henri Cousseau                    | PCF            | 2 830        | 5,48         | 2 448       | 4,87        |  |
|                | Camille Aigreault                 | SFIO           | 2 110        | 4,08         |             |             |  |
|                |                                   |                |              |              |             |             |  |
| Inscrits       | Inscrits                          | Inscrits       | 62 451       | 100,00       | 62 449      | 100,00      |  |
| Abstentions    | Abstentions                       | Abstentions    | 9 488        | 15,19        | 11 282      | 18,07       |  |
| Votants        | Votants                           | Votants        | 52 963       | 84,81        | 51 167      | 81,93       |  |
| Blancs et nuls | Blancs et nuls                    | Blancs et nuls | 1 304        | 2,46         | 948         | 1,85        |  |
| Exprimés       | Exprimés                          | Exprimés       | 51 659       | 97,54        | 50 219      | 98,15       |  |

#### Sixième circonscription (Angers - Segré)
| Candidat       | Candidat          | Parti          | Premier tour | Premier tour | Second tour | Second tour |  |
| Candidat       | Candidat          | Parti          | Voix         | %            | Voix        | %           |  |
| -------------- | ----------------- | -------------- | ------------ | ------------ | ----------- | ----------- |  |
|                | Jean Sauvage      | MRP            | 14 279       | 31,95        | 14 735      | 33,86       |  |
|                | René la Combe élu | UNR            | 10 576       | 23,67        | 22 006      | 50,57       |  |
|                | Léon Mauduit      | CNIP           | 8 419        | 18,84        | Retrait     | Retrait     |  |
|                | Henri David       | SFIO           | 4 969        | 11,12        | 3 652       | 8,39        |  |
|                | Ernest Allard     | PCF            | 3 766        | 8,43         | 3 124       | 7,18        |  |
|                | Raoul Lemaire     | UFF            | 2 676        | 5,99         | Retrait     | Retrait     |  |
|                |                   |                |              |              |             |             |  |
| Inscrits       | Inscrits          | Inscrits       | 58 296       | 100,00       | 58 296      | 100,00      |  |
| Abstentions    | Abstentions       | Abstentions    | 12 058       | 20,68        | 14 003      | 24,02       |  |
| Votants        | Votants           | Votants        | 46 238       | 79,32        | 44 293      | 75,98       |  |
| Blancs et nuls | Blancs et nuls    | Blancs et nuls | 1 553        | 3,36         | 776         | 1,75        |  |
| Exprimés       | Exprimés          | Exprimés       | 44 685       | 96,64        | 43 517      | 98,25       |  |